# Prva opsada Sigeta
Prva opsada Sigeta u Ugarskoj zbila se između 11. lipnja i 31. srpnja 1556. godine kada je budimski begler-beg Ali-paša s 10 000 ljudi podsjeo Siget. Iako nije toliko poznata kao opsada Sigeta koja se dogodila 10 godina kasnije, ipak je vrlo važna. Kapetan utvrde bio je Hrvat Marko Horvat Stančić.

## Opsada
Prije opsade Sigeta bosanski Turci su 3 puta provalili u Hrvatsku i Slavoniju te opustošili imanja nekih velikaša, no to je bila samo predigra za osmanlijski glavni pothvat tj. opsadu Sigeta. Dana 29. svibnja prije opsade Sigeta ban Nikola Zrinski u pismu kapetanu Horvatu piše da je kralj zapovjedio da se u Siget pošalje 200 pješaka.
Dana 9. lipnja javlja kapetan Horvat svome prijatelju Valentinu Madžaru u Kaniži da begler-begove čete kruže oko grada. Dva dana kasnije 11. lipnja 1556. godine opasao je Ali-paša u 6 sati u jutro grad i utvrdu i počeo na njega udarati. Sva Turska vojska brojila je zajedno sa seljacima do 10.000 ljudi, a vodili su je osim Ali-paše i još neki begovi (Derviš-beg, Ahmet-beg, Osman-beg). U gradu je bilo oko 2.950 stanovnika, a od toga jedva 200 ljudi doraslih oružju. K tomu bilo je i 600 – 800 plaćenika koji se nisu željeli boriti jer nisu primili plaće. Već 14. lipnja grad je bio tako razvaljen i spaljen da su se branitelji morali skloniti u samu tvrđavu. Ali-paša bio je spreman ostati pod gradom 2 mjeseca, te su neprestano dolazile nove čete pa mu je tako vojska narasla na 25 000 ljudi. Već 17. lipnja javlja Marko Stančić da nije imao ni jednog sata spokoja otkad je Siget opsjednut, ali uza sve to on je hrabro odbijao turske juriše tjednima. Dana 10. srpnja javlja kralju Ferdinandu I.: "Ako ne bude brzo pomoći, propadosmo i mi i grad". Bila je krajnja nužda jer su utvrde gradske bile razvaljene ili od Turaka osvojene, a jarak oko grada zemljom zatrpan.
Međutim oko Kaniže se skupila vojska od 10 000 ljudi pod banom Nikolom Zrinskim i palatinom Tomom Nadaždijem koja je 19. srpnja udarila na grad Bobovac (Bobovišće), te je tako Ali-paša morao ostaviti Siget i 22. srpnja krenuti prema Bobovcu. U borbama oko Bobovca Ali-paša nije bio sretan, ali ni kršćanska vojska nije održala potpunu pobjedu te se morala povući prema Kaniži. Ali-Paša je krenuo opet podsjednuti Siget, no pošto je kapetan Marko Stančić Horvat popravio i ponovno utvrdio Siget, Ali-paša mu s oslabljenom vojskom nije mogao ozbiljnije zaprijetiti, te se turska vojska u noći na 31. srpnja povukla. Ali-paša je oko Bobovca i Sigeta izgubio oko 10 000 ljudi.
Sretna obrana Sigeta dojmila se i Hrvatske i Ugarske. Hrvate je osobito radovalo što je baš Hrvat obranio taj grad. Juraj Drašković čestitao je 14. kolovoza Marku Stančiću Horvatu obranu Sigeta pismom u kojemu piše: "Čestitam osobito radi obrane Sigeta i svega što je bilo u njemu, to više, što vidimo, da je Vaše gospodstvo cvijet našeg naroda, i što ste Hrvat (eo quod eadem Croata est). Proslavilo je naime vaše gospodstvo tim dičnim djelom ne samo sebe, nego i sve nas Hrvate (Decoravit enim dominatio vestra non solum se hoc suo celebri facto, sed et nos omnes Croatas)".